# 維爾登科格爾山
47°6′13″N 12°27′34″E / 47.10361°N 12.45944°E

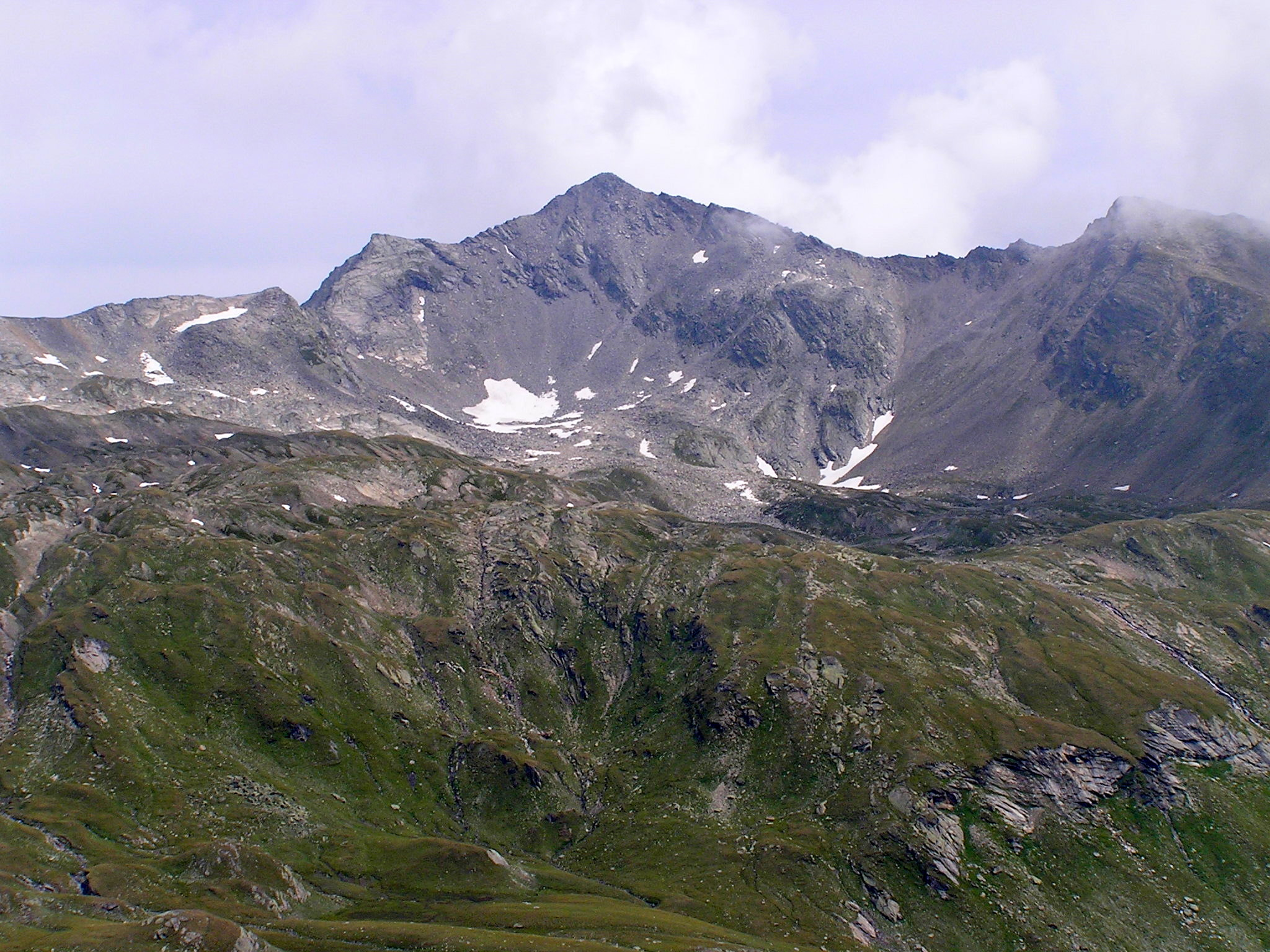

維爾登科格爾山（德語：Wildenkogel），是奧地利的山峰，位於該國西部，由蒂羅爾州負責管轄，屬於維內迪傑山脈的一部分，距離克里斯塔爾萬德山4公里，海拔高度3,021米。